# Heberto Castillo
Heberto Castillo Martínez (Ixhuatlán de Madero, 23 de agosto de 1928 - Ciudad de México, 5 de abril de 1997) fue un ingeniero y político mexicano, candidato presidencial por el Partido Mexicano Socialista (PMS) en las elecciones federales de 1988. Fue miembro fundador de varios partidos, entre ellos el propio PMS, el Partido Mexicano de los Trabajadores (PMT) y el Partido de la Revolución Democrática (PRD). Destacó como uno de los principales líderes universitarios del Movimiento del 1968. También fue candidato a la gubernatura del estado de Veracruz y se desempeñó como diputado federal y senador. En su carrera como ingeniero, desarrolló la tridilosa.

## Primeros años
Hijo de Gregorio Castillo Herrera y Graciana Martínez Cuervo, Heberto Castillo Martínez nació el 23 de agosto de 1928 en Ixhuatlán de Madero, en el estado de Veracruz de Ignacio de la Llave. Ocho años después, su familia se trasladó a Ciudad de México. Desde ese momento y hasta 1941, curso los estudios primarios en las escuelas Padre Mier, Anáhuac «Ramón Corona» y Alfonso Herrera. Los siguientes tres años estudió en la Escuela Secundaria Número 4 y más tarde, entre 1944 y 1947, en la Escuela Nacional Preparatoria 1.

## Carrera
Entre 1947 y 1953, estudió la licenciatura de ingeniería civil en la Escuela Nacional de Ingeniería de la Universidad Nacional Autónoma de México (UNAM). A partir de su tercer año en la facultad comenzó a dar clases de matemáticas. En este sentido, Fernández Zayas (2005) asegura que Castillo se desempeñó como profesor de la Escuela Nacional de Ingeniería de la UNAM entre 1950 y 1968. También impartió clases en la Escuela Superior de Ingeniería y Arquitectura del Instituto Politécnico Nacional (IPN) —entre 1955 y 1968— y del Colegio de Ingenieros Militares —1966 a 1968—. Como profesor «tenía fama de estricto».
Al respecto, el periodista Vicente Leñero afirmó años después que en sus estudios de ingeniería en la UNAM la clase «más difícil era estructuras hiperestáticas que a las siete de la mañana impartía Heberto Castillo». En una ocasión, este último «me pasó al pizarrón y, furioso, se desorbitó ante mis tartamudeos. Incapaz de responderle sobre el momento de inercia, se burló de mí: “Si quiere ser ingeniero, vuelva a empezar desde primero”». Al reencontrarse con él tiempo después, Castillo le dijo «Yo era un déspota, creo que ahora me he humanizado». Igualmente, años después su esposa María Teresa coincidió: «Con el tiempo entendió que no era un buen maestro. Decía que el buen maestro tiene que ser un poco más flexible y él había sido demasiado rígido, duro».
En 1966, efectuó el diseño estructural, los cálculos y dirigió la edificación de San Antonio Abad 124 en la Ciudad de México. En tal obra, empleó la tridilosa, el sistema estructural que desarrolló. Tal sistema era tridimensional de «estructuras mixtas de fierro y concreto» con el objetivo de hacer uso de la «menor cantidad de material posible para la construcción de losas». Para sortear la «incredulidad» de algunos colaboradores, Castillo mandó situar un camión de cincuenta toneladas sobre el techo de tridilosa en construcción del Banco Agrícola Ganadero de Toluca, sin que la estructura sufriera afectaciones. El diseño se usó en múltiples construcciones, como el Hotel de México, la Torre Chapultepec, el Centro Médico Nacional siglo XXI, Plaza Tabasco 2000 y Biosfera 2 —Arizona—.
También fue responsable de cálculo y diseño del primer puente vehicular y ferroviario que ocupó la tridilosa, el puente de la Presa La Villita en Michoacán, construido en 1966. De acuerdo con el Colegio de Ingenieros Arquitectos del Estado de Hidalgo, la tridilosa suma casi un millón de metros cuadrados en construcciones en el país. A nivel internacional, el sistema se dio a conocer en 1981 con la construcción de puentes para el gobierno cubano y en 1986 con un puente vehicular en Nicaragua. Participó en congresos en Estados Unidos y países asiáticos, europeos y latinoamericanos sobre «teoría de las estructuras y alternativas energéticas». Por otra parte, Fernández Zayas (2005) asegura que creó más de cien programas en lenguaje Basic para el cálculo de edificios y diseño estructural.

## Vida política
Castillo acompañó al expresidente Lázaro Cárdenas del Río en algunos de sus recorridos por el país, invitado por su alumno Cuauhtémoc Cárdenas Solórzano. Incluso llegó a ser secretario particular de Cárdenas del Río en 1956. Comenzó su participación política acompañando al expresidente a la «Conferencia Latinoamericana por la Soberanía Nacional, la Independencia Económica y la Paz», efectuada en la Ciudad de México del 5 al 8 de marzo de 1961. De esa reunión surgió el Movimiento de Liberación Nacional (MLN), que tenía el propósito de unificar la izquierda mexicana. Castillo formó parte de su Comité Nacional y llegó a ser su dirigente.
Posteriormente, lideró la delegación mexicana que participó en la Primera Conferencia de Solidaridad con los Pueblos de Asia, África y América Latina, que se llevó a cabo del 3 al 12 de enero de 1966 en La Habana. Apoyó también movimientos como los de los ferrocarrileros —1959-1960— y los médicos —1965— en exigencia de mejoras salariales. No obstante, fue su participación en el movimiento estudiantil de 1968 la que, según Fernández Zayas (2005), le dio «enorme prestigio». Siendo profesor de la Facultad de Ingeniería de la UNAM, formó parte de la Coalición de Profesores de Enseñanza Media y Superior Pro Libertades Democráticas, junto con otras figuras como José Revueltas y Elí de Gortari.
En este sentido, el 21 de agosto participó, junto con personajes como Ifigenia Martínez y Víctor Flores Olea, en una edición del programa Anatomías de Jorge Saldaña transmitido por Telesistema Mexicano, en el que por primera vez se discutió el movimiento estudiantil. Se produjo a propuesta del propio Castillo, que lo planteó el día anterior durante su intervención en un mitin frente a la Rectoría de la UNAM. En ese programa aseguró que el movimiento no era «obra de delincuentes ni tiene propósitos de subversión del orden institucional Los líderes estudiantiles están dispuestos a entablar un diálogo con las más altas autoridades del país». Seis días después, durante la manifestación convocada por el Consejo Nacional de Huelga (CNH), que reunió a unas 400 000 personas, fue uno de los oradores —en representación de la Coalición de Profesores— que dieron su discurso en la Plaza de la Constitución.
El 28 de agosto, luego de una reunión de la Coalición de Profesores, un grupo de policías lo intentó secuestrar y golpeó severamente afuera de su casa. Escapó y horas después, en torno a las cinco de la mañana del día siguiente, en la Ciudad Universitaria caminó hasta «topar con una guardia de estudiantes de Medicina Veterinaria que [...] me llevaron a los servicios médicos». Según su propio relato: «Supe que tenía fisura en el cráneo, herida en el viente [...] Una rodilla me sangraba mucho y tenía los dedos de las manos luxados». En conferencia de prensa, la Coalición y la CNH condenaron la agresión.

### Elección presidencial de 1988

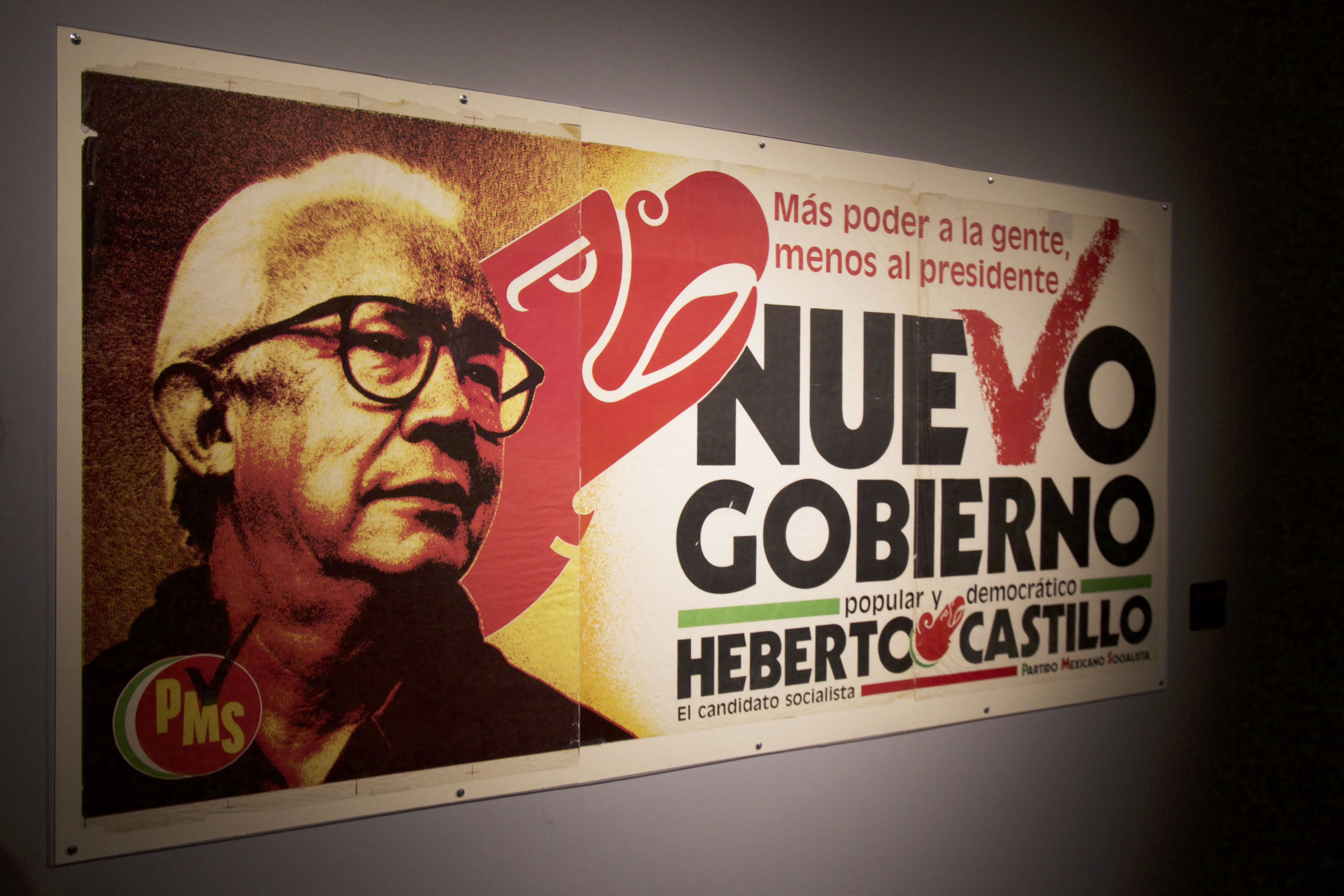
Propaganda de Castillo como candidato presidencial pemesista a las elecciones federales de México de 1988.

A mediados de junio de 1987 alrededor de dos mil campesinos afiliados de Veracruz al PMT le propusieron como candidato presidencial pemesista. Además, recibió el apoyo de 154 comités de base de la primera formación. El 6 de septiembre siguiente, participó en una elección primaria de la formación y tres días después el Colegio Nacional de Electores del PMS informó que se perfilaba como virtual candidato. De acuerdo con el propio Castillo, en un artículo de Proceso, fue elegido «con [119 600] votos de los [216 000] válidos, el 55% del total». Finalmente, el PMS lo declaró su candidato presidencial el 14 de septiembre.

### Elecciones de Veracruz de 1992
En un inicio, Castillo rechazó la propuesta del PRD de ser su candidato a la gubernatura de Veracruz en las elecciones estatales de 1992. Sin embargo, ante los conflictos internos producto del proceso postelectoral de 1991 y a manera de «estrategia para hacerse de un capital político» para mejorar su posición en la dirección nacional del partido, finalmente accedió —tras cinco meses de negativas—. Castillo tenía la «característica» de carecer de «arraigo» en Veracruz y la desventaja de no contar con una maquinaria partidista «eficiente». En suma, por diversas cuestiones como la falta de propuestas «atractivas» para el electorado y las divisiones en el PRD, Loyola Díaz y Martínez Pérez (1997) consideran que no tenía una «verdadera estrategia de campaña».
El 13 de mayo rindió protesta como el candidato perredista, ocasión en la que indicó «Iniciamos hoy un esfuerzo colectivo para lograr establecer en Veracruz un gobierno para todos, democrático, plural, respetuoso del derecho del pueblo a forjar su destino [...]». Su campaña electoral comenzó tres días después, con un presupuesto de 655 millones de pesos; en total, recorrió 136 municipios de Veracruz y llevó a cabo 184 actos. Ruiz Pérez (2008) apunta que el principal factor que le llevó a acceder a la postulación fueron «las pláticas con veracruzanos amigos». Para Castillo, Veracruz era un «laboratorio electoral» donde se encaminaba la lucha por la presidencia de 1994. Andrés Manuel López Obrador, hasta el 31 de mayo presidente estatal del PRD en Tabasco, fungió como su coordinador de campaña.
Castillo no recibió el apoyo de algunos líderes perredistas e incluso tuvo desavenencias con los candidatos a diputaciones locales. Su equipo se redujo a un grupo de colaboradores procedentes de Ciudad de México. Todo ello, junto con su falta de «arraigo» en el estado, condujo a lo que Loyola Díaz y Martínez Pérez (1997) califican de «pobreza programática». Esta última, señalan, se observó en sus propuestas a los problemas del estado que se mantuvieron «en un plano muy general» o «se omitieron los procedimientos» que se debían seguir para llevarlas a cabo. En el aspecto político, se centró más en enfrentarse con el candidato del PRI, Patricio Chirinos Calero.
Tanto el PAN, como el PRD denunciaron irregularidades cometidas antes y después de los comicios del 2 de agosto. Entre ellas se encontraron: boletas marcadas a favor del PRI en la Comisión Distrital electoral, acarreo de votantes, robo y relleno de urnas, así como agresión a perredistas por parte de policías estatales en Paso del Macho. Mientras que para López Obrador hubo «graves irregularidades, que podrían llevar [...] a la anulación de la elección», para el presidente de la autoridad electoral veracruzana, Miguel Ángel Díaz Pedroza, los opositores carecían de «elementos para comprobar un fraude inexistente». Dos días después de los comicios, Castillo lideró una manifestación de cinco mil personas. Pese a todo, las cifras oficiales le dieron el segundo lugar con 213 986 votos, frente a los 1 057 733 del PRI en alianza con el PFCRN. Empero, con las elecciones el PRD logró «aumentar el porcentaje de votos y diputaciones para el partido [6]».

## Muerte

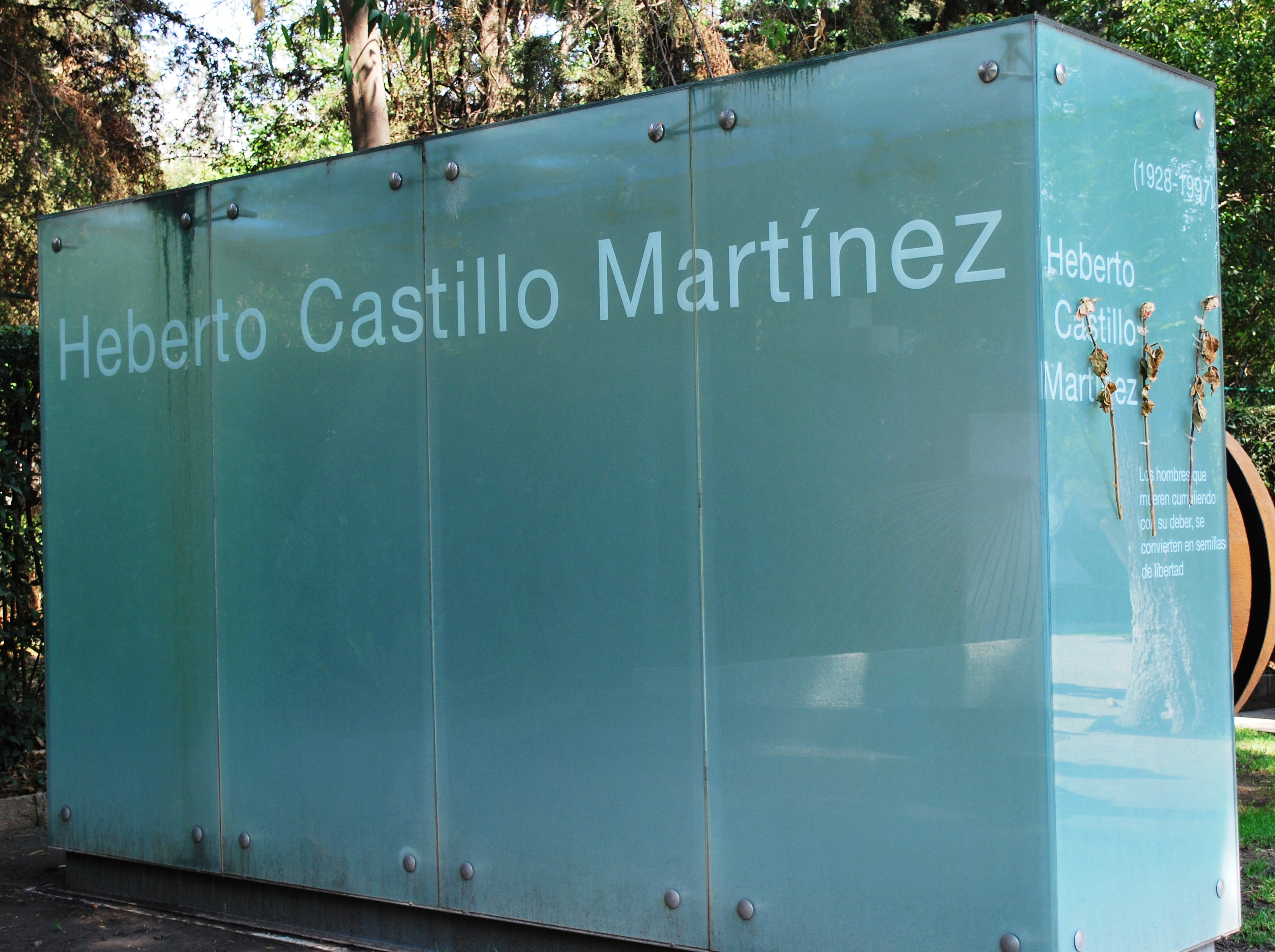
Sepulcro de Heberto Castillo en la Rotonda de las Personas Ilustres.

Castillo falleció a las 9:50 horas del 5 de abril de 1997 en Ciudad de México. Desde el 17 de marzo fue internado en el Hospital Los Ángeles por dolor en el pecho. Tres días después fue intervenido quirúrgicamente por un infarto de miocardio. Aunque parecía recuperarse —el 2 de abril tanto su hija Laura Itzel como el Senado de la República daban parte de su condición estable y lenta recuperación— su estado se agravó y el 4 de abril los médicos «manifestaron pocas esperanzas de salvarle la vida». Finalmente, por la mañana del día siguiente sufrió un mortal segundo ataque cardíaco. Inclusive su muerte fue mencionada en un comunicado del Ejército Popular Revolucionario
Múltiples políticos lamentaron su muerte, entre ellos el presidente Ernesto Zedillo, quien lo calificó de «distinguido luchador social». El PRD declaró tres días de luto y su presidente nacional, Andrés Manuel López Obrador, informó la suspensión de actos partidistas y de campaña. Tras su muerte, Alfredo Magno Garcimarrero Ochoa —su suplente— le sustituyó en su escaño en el Senado, para el que tomó posesión el 15 de abril siguiente. Previamente, en la sesión del día 8 en la cámara alta se guardó un minuto de silencio en su honor.
De manera póstuma, el 3 de octubre, Castillo fue galardonado con la Medalla Belisario Domínguez del Senado de la República que su esposa, María Teresa Juárez, recibió del presidente Zedillo. También después de su muerte se creó la Fundación Heberto Castillo y el Premio Heberto Castillo, entregado por la Secretaría de Educación, Ciencia, Tecnología e Innovación de la Ciudad de México a las investigaciones científicas más importantes en la ciudad. En marzo de 2004, el presidente Vicente Fox develó un busto en su honor en el corredor denominado «Camino de la democracia» de la residencia oficial de Los Pinos. Un mes después, el mandatario presidió el traslado de sus restos a la Rotonda de las Personas Ilustres del Panteón Civil de Dolores, por un decreto que lo nombraba como tal y ordenaba la inhumación.

## Vida privada
Luego de una relación de tres años, el 14 de noviembre de 1953 se casó con María Teresa Juárez Carranza. La pareja tuvo cuatro hijos: Heberto (1954), Javier (1955), Héctor (1956) y Laura Itzel (1957). Fue colaborador de medios como las revistas Siempre! y Proceso, así como de los periódicos La Jornada, Excélsior y El Universal.

## Publicaciones
- Invariantes Estructurales (1960)
- Elementos de elasticidad
- Nueva teoría de las estructuras
- Análisis y diseño de estructuras (3 Tomos)
  - Tomo I Resistencia de materiales
  - Tomo II Estructuras reticulares
  - Tomo III Estructuras espaciales
- Libertad bajo protesta: historia de un proceso (1973)
- Historia de la Revolución mexicana: período 1906-1913 (1977)
- PEMEX sí, PEUSA no (1981)
- Si te agarran te van a matar (1983)
- Desde la trinchera (1986)